# Skyliners Frankfurt
Deutsche Bank Skyliners, tidigare Opel Skyliners, basketklubb i Frankfurt am Main, Tyskland, grundad 1999.

## Meriter
- Tyska mästare i basket: 2004